# Carlos Queiroz
Carlos Queiroz (Nampula, 1 maart 1953) is een Portugese voetbalcoach. Hij was van 4 april 2011 tot en met januari 2019 bondscoach van Iran, met wie hij zich in juni 2017 plaatste voor het WK in Rusland. Aansluitend werd hij bondscoach van Colombia, waar hij een jaar later werd ontslagen.
Queiroz was in het verleden bondscoach van de Verenigde Arabische Emiraten, Zuid-Afrika en twee keer van zijn vaderland Portugal. Hij was in totaal ook vijf jaar de assistent van Alex Ferguson bij Manchester United. In het seizoen 2003/04 stond hij aan het roer van Real Madrid.

## Trainerscarrière

### Beginjaren
Carlos Queiroz werd geboren in Nampula, een stad in Mozambique, als de zoon van Portugese ouders. Mozambique was in die dagen nog een Portugese kolonie. Queiroz begon in het Afrikaanse land ook een bescheiden spelerscarrière als doelman. In de jaren zeventig voetbalde hij enkele seizoenen voor het plaatselijke Ferroviário de Nampula. Na de onafhankelijkheid van Mozambique verhuisde Queiroz naar Portugal.
In Portugal richtte Queiroz zich vooral op zijn trainerscarrière. In 1984 ging hij aan de slag als assistent-trainer bij Estoril-Praia. Eind jaren 80 werd hij coach van de nationale jeugdteams van Portugal. Met Portugal onder 20 jaar won hij in zowel 1989 als 1991 het wereldkampioenschap. Queiroz beschikte dan ook over een gouden generatie bestaande uit Luís Figo, Rui Costa, Fernando Couto, João Pinto, Jorge Costa en Vítor Baía. In 1989 loodste hij het land ook naar de eindzege op het EK onder 17 jaar.

### Bondscoach van Portugal
De prestaties van het jeugdelftal gingen niet onopgemerkt voorbij en Queiroz werd in 1991 gepromoveerd tot bondscoach van Portugal. Hij volgde zijn landgenoot Artur Jorge op. Hij had de nationale ploeg uiteindelijk 23 duels onder zijn hoede, te beginnen met het vriendschappelijke duel tegen Oostenrijk (1-1) op 4 september 1991.

#### EK 1992
Queiroz kende geen succesvolle periode als bondscoach. Onder zijn leiding wist Portugal zich niet te plaatsen voor het EK 1992 in Zweden. In de kwalificatieronde moest zijn team in groep 6 Nederland laten voorgaan, hoewel beide teams aan elkaar gewaagd waren. Zowel de heen- als terugwedstrijd tegen Oranje eindigde in een kleine zege voor het thuisland.

#### WK 1994
Ook in de kwalificatieronde van het WK 1994 wist het Portugal van Queiroz zich niet te plaatsen voor het eindtoernooi. Portugal schoot in groep 1 een punt tekort en eindigde op de derde plaats achter Italië en Zwitserland. Op de laatste speeldag verloor Portugal met 1-0 van groepswinnaar Italië (doelpunt Dino Baggio), waarna Queiroz opstapte. Hij trapte nadien nog na naar de Portugese voetbalbond en verklaarde dat "iemand eens met de borstel door de voetbalfederatie moest gaan".
| Interlands Portugal onder leiding van bondscoach Carlos Queiroz (eerste periode) | Interlands Portugal onder leiding van bondscoach Carlos Queiroz (eerste periode) | Interlands Portugal onder leiding van bondscoach Carlos Queiroz (eerste periode) | Interlands Portugal onder leiding van bondscoach Carlos Queiroz (eerste periode) | Interlands Portugal onder leiding van bondscoach Carlos Queiroz (eerste periode) |
| №                                                                                | Datum                                                                            | Wedstrijd                                                                        | Uitslag                                                                          | Competitie                                                                       |
| -------------------------------------------------------------------------------- | -------------------------------------------------------------------------------- | -------------------------------------------------------------------------------- | -------------------------------------------------------------------------------- | -------------------------------------------------------------------------------- |
| 1                                                                                | 04.09.1991                                                                       | Portugal – Oostenrijk                                                            | 1–1                                                                              | Oefeninterland                                                                   |
| 2                                                                                | 11.09.1991                                                                       | Portugal – Finland                                                               | 1–0                                                                              | EK-kwalificatie                                                                  |
| 3                                                                                | 12.10.1991                                                                       | Luxemburg – Portugal                                                             | 1–1                                                                              | Oefeninterland                                                                   |
| 4                                                                                | 16.10.1991                                                                       | Nederland – Portugal                                                             | 1–0                                                                              | EK-kwalificatie                                                                  |
| 5                                                                                | 20.11.1991                                                                       | Portugal – Griekenland                                                           | 1–0                                                                              | EK-kwalificatie                                                                  |
| 6                                                                                | 15.01.1992                                                                       | Spanje – Portugal                                                                | 0–0                                                                              | Oefeninterland                                                                   |
| 7                                                                                | 12.02.1992                                                                       | Portugal – Nederland                                                             | 2–0                                                                              | EK-kwalificatie                                                                  |
| 8                                                                                | 31.5.1992                                                                        | Italië – Portugal                                                                | 0–0                                                                              | US Cup                                                                           |
| 9                                                                                | 04.06.1992                                                                       | Verenigde Staten – Portugal                                                      | 1–0                                                                              | US Cup                                                                           |
| 10                                                                               | 07.06.1992                                                                       | Ierland – Portugal                                                               | 2–0                                                                              | US Cup                                                                           |
| 11                                                                               | 02.09.1992                                                                       | Oostenrijk – Portugal                                                            | 1–1                                                                              | Oefeninterland                                                                   |
| 12                                                                               | 14.10.1992                                                                       | Schotland – Portugal                                                             | 0–0                                                                              | WK-kwalificatie                                                                  |
| 13                                                                               | 11.11.1992                                                                       | Portugal – Bulgarije                                                             | 2–1                                                                              | WK-kwalificatie                                                                  |
| 14                                                                               | 24.01.1993                                                                       | Malta – Portugal                                                                 | 0–1                                                                              | WK-kwalificatie                                                                  |
| 15                                                                               | 10.02.1993                                                                       | Portugal – Noorwegen                                                             | 1–1                                                                              | Oefeninterland                                                                   |
| 16                                                                               | 24.02.1993                                                                       | Portugal – Italië                                                                | 1–3                                                                              | WK-kwalificatie                                                                  |
| 17                                                                               | 31.03.1993                                                                       | Zwitserland – Portugal                                                           | 1–1                                                                              | WK-kwalificatie                                                                  |
| 18                                                                               | 28.4.1993                                                                        | Portugal – Schotland                                                             | 5–0                                                                              | WK-kwalificatie                                                                  |
| 19                                                                               | 19.06.1993                                                                       | Portugal – Malta                                                                 | 4–0                                                                              | WK-kwalificatie                                                                  |
| 20                                                                               | 05.09.1993                                                                       | Estland – Portugal                                                               | 0–2                                                                              | WK-kwalificatie                                                                  |
| 21                                                                               | 13.10.1993                                                                       | Portugal – Zwitserland                                                           | 1–0                                                                              | WK-kwalificatie                                                                  |
| 22                                                                               | 10.11.1993                                                                       | Portugal – Estland                                                               | 3–0                                                                              | WK-kwalificatie                                                                  |
| 23                                                                               | 17.11.1993                                                                       | Italië – Portugal                                                                | 1–0                                                                              | WK-kwalificatie                                                                  |

### Sporting Lissabon
Queiroz volgde begin 1994 Bobby Robson op als hoofdcoach van Sporting Lissabon. Zijn aanstelling zorgde voor de nodige controverse aangezien de Engelsman aan de deur werd gezet terwijl zijn elftal aan de leiding stond in de Portugese competitie. Robson vertrok na zijn ontslag samen met zijn assistent José Mourinho naar FC Porto en werd zo een rechtstreekse concurrent van zijn opvolger Queiroz.
De gewezen bondscoach van Portugal beschikte bij Sporting over topspelers als Luís Figo, Krasimir Balakov, Stan Valckx en Paulo Sousa, maar slaagde er niet in om met Sporting kampioen te worden en moest in de rangschikking zowel Benfica als Porto voor laten gaan. Sporting verspeelde de titel in een memorabele thuisnederlaag tegen Benfica, dat met 3-6 won. Queiroz werd na afloop bekritiseerd, omdat hij tijdens de rust tactisch geblunderd had door de aanvallende middenvelder António Pacheco te vervangen door linksachter Paulo Torres.
Hoewel Sporting de landstitel had mislopen, bleef Queiroz aan het roer. In 1995 veroverde het team de Portugese beker door in de finale met 2-0 te winnen van CS Marítimo. Het clubbestuur had echter zwaar geïnvesteerd in nieuwe spelers en had gehoopt onder Queiroz meer dan de beker te veroveren. In 1996 werd hij ontslagen.

### VS en Japan
De Portugese coach vertrok na zijn ontslag naar New York, waar hij kortstondig coach was van de NY/NJ MetroStars. Tijdens zijn periode in de Verenigde Staten schreef hij ook de basis voor het Q-Report, een stappenplan dat het Amerikaans voetbalelftal en de voetbalbond moest voorbereiden op het WK 2010. Na zijn kort verblijf bij de NY/NJ MetroStars werd Queiroz een jaar lang trainer van het Japanse Nagoya Grampus.

### Bondscoach van de VAE en Zuid-Afrika
In januari 1998 werd Queiroz voor de tweede keer in zijn carrière bondscoach. Hij kreeg de leiding over het nationaal elftal van de Verenigde Arabische Emiraten en coachte het team precies een jaar. In die periode wisten de Verenigde Arabische Emiraten de helft van hun wedstrijden te winnen.
| Interlands Verenigde Arabische Emiraten onder leiding van bondscoach Carlos Queiroz | Interlands Verenigde Arabische Emiraten onder leiding van bondscoach Carlos Queiroz | Interlands Verenigde Arabische Emiraten onder leiding van bondscoach Carlos Queiroz | Interlands Verenigde Arabische Emiraten onder leiding van bondscoach Carlos Queiroz | Interlands Verenigde Arabische Emiraten onder leiding van bondscoach Carlos Queiroz |
| №                                                                                   | Datum                                                                               | Wedstrijd                                                                           | Uitslag                                                                             | Competitie                                                                          |
| ----------------------------------------------------------------------------------- | ----------------------------------------------------------------------------------- | ----------------------------------------------------------------------------------- | ----------------------------------------------------------------------------------- | ----------------------------------------------------------------------------------- |
| 1                                                                                   | 16.09.1998                                                                          | Verenigde Arabische Emiraten – Libië                                                | 5–1                                                                                 | Oefeninterland                                                                      |
| 2                                                                                   | 23.09.1998                                                                          | Marokko – Verenigde Arabische Emiraten                                              | 1–0                                                                                 | Arab Nations Cup                                                                    |
| 3                                                                                   | 27.09.1998                                                                          | Verenigde Arabische Emiraten – Soedan                                               | 4–1                                                                                 | Arab Nations Cup                                                                    |
| 4                                                                                   | 29.09.1998                                                                          | Qatar – Verenigde Arabische Emiraten                                                | 2–1                                                                                 | Arab Nations Cup                                                                    |
| 5                                                                                   | 01.10.1998                                                                          | Koeweit – Verenigde Arabische Emiraten                                              | 4–1                                                                                 | Arab Nations Cup                                                                    |
| 6                                                                                   | 17.10.1998                                                                          | Verenigde Arabische Emiraten – Soedan                                               | 2–1                                                                                 | Oefeninterland                                                                      |
| 7                                                                                   | 19.10.1998                                                                          | Verenigde Arabische Emiraten – Syrië                                                | 1–0                                                                                 | Oefeninterland                                                                      |
| 8                                                                                   | 21.10.1998                                                                          | Verenigde Arabische Emiraten – Libanon                                              | 1–0                                                                                 | Oefeninterland                                                                      |
| 9                                                                                   | 30.10.1998                                                                          | Bahrein – Verenigde Arabische Emiraten                                              | 0–1                                                                                 | Gulf Cup of Nations                                                                 |
| 10                                                                                  | 03.11.1998                                                                          | Verenigde Arabische Emiraten – Oman                                                 | 3–2                                                                                 | Gulf Cup of Nations                                                                 |
| 11                                                                                  | 05.11.1998                                                                          | Verenigde Arabische Emiraten – Qatar                                                | 0–0                                                                                 | Gulf Cup of Nations                                                                 |
| 12                                                                                  | 08.11.1998                                                                          | Saoedi-Arabië – Verenigde Arabische Emiraten                                        | 1–0                                                                                 | Gulf Cup of Nations                                                                 |
| 13                                                                                  | 12.11.1998                                                                          | Koeweit – Verenigde Arabische Emiraten                                              | 4–1                                                                                 | Gulf Cup of Nations                                                                 |
| 14                                                                                  | 25.11.1998                                                                          | Singapore – Verenigde Arabische Emiraten                                            | 0–4                                                                                 | Oefeninterland                                                                      |
| 15                                                                                  | 02.12.1998                                                                          | Verenigde Arabische Emiraten – Noord-Korea                                          | 3–3                                                                                 | Aziatische Spelen                                                                   |
| 16                                                                                  | 07.12.1998                                                                          | Koeweit – Verenigde Arabische Emiraten                                              | 5–0                                                                                 | Aziatische Spelen                                                                   |
| 17                                                                                  | 09.12.1998                                                                          | Zuid-Korea – Verenigde Arabische Emiraten                                           | 2–1                                                                                 | Aziatische Spelen                                                                   |
| 18                                                                                  | 11.12.1998                                                                          | Japan – Verenigde Arabische Emiraten                                                | 0–1                                                                                 | Aziatische Spelen                                                                   |

Na meer dan een jaar zonder nieuwe werkgever werd de Portugees in oktober 2000 aangesteld als bondscoach van Zuid-Afrika. Queiroz loodste het land naar het WK in Japan en Zuid-Korea door in de kwalificatieronde bijna alles te winnen en zo groepswinnaar te worden.
In januari 2002 bereikte Zuid-Afrika de kwartfinale van de Afrika Cup. Het team van Queiroz werd uitgeschakeld na een 0-2 nederlaag tegen Mali.
In maart 2002, nog voor het begin van het WK, stapte Queiroz op na een meningsverschil met de Zuid-Afrikaanse voetbalfederatie. Op het WK werd het land geleid door interim-coach Jomo Sono.
| Interlands Zuid-Afrika onder leiding van bondscoach Carlos Queiroz | Interlands Zuid-Afrika onder leiding van bondscoach Carlos Queiroz | Interlands Zuid-Afrika onder leiding van bondscoach Carlos Queiroz | Interlands Zuid-Afrika onder leiding van bondscoach Carlos Queiroz | Interlands Zuid-Afrika onder leiding van bondscoach Carlos Queiroz |
| №                                                                  | Datum                                                              | Wedstrijd                                                          | Uitslag                                                            | Competitie                                                         |
| ------------------------------------------------------------------ | ------------------------------------------------------------------ | ------------------------------------------------------------------ | ------------------------------------------------------------------ | ------------------------------------------------------------------ |
| 1                                                                  | 07.10.2000                                                         | Zuid-Afrika – Frankrijk                                            | 0–0                                                                | Oefeninterland                                                     |
| 2                                                                  | 16.12.2000                                                         | Zuid-Afrika – Liberia                                              | 2–1                                                                | Afrika Cup-kwalificatie                                            |
| 3                                                                  | 13.01.2001                                                         | Mauritius – Zuid-Afrika                                            | 1–1                                                                | Afrika Cup-kwalificatie                                            |
| 4                                                                  | 27.01.2001                                                         | Zuid-Afrika – Burkina Faso                                         | 1–0                                                                | Afrika Cup-kwalificatie                                            |
| 5                                                                  | 25.02.2001                                                         | Malawi – Zuid-Afrika                                               | 1–2                                                                | WK-kwalificatie                                                    |
| 6                                                                  | 13.01.2001                                                         | Zuid-Afrika – Mauritius                                            | 3–0                                                                | Afrika Cup-kwalificatie                                            |
| 7                                                                  | 25.04.2001                                                         | Italië – Zuid-Afrika                                               | 1–0                                                                | Oefeninterland                                                     |
| 8                                                                  | 29.04.2001                                                         | Mozambique – Zuid-Afrika                                           | 0–3                                                                | COSAFA Cup                                                         |
| 9                                                                  | 05.05.2001                                                         | Zuid-Afrika – Zimbabwe                                             | 2–1                                                                | WK-kwalificatie                                                    |
| 10                                                                 | 03.06.2001                                                         | Liberia – Zuid-Afrika                                              | 1–1                                                                | Afrika Cup-kwalificatie                                            |
| 11                                                                 | 17.06.2001                                                         | Zuid-Afrika – Congo-Brazzaville                                    | 0–0                                                                | Afrika Cup-kwalificatie                                            |
| 12                                                                 | 01.07.2001                                                         | Burkina Faso – Zuid-Afrika                                         | 1–1                                                                | WK-kwalificatie                                                    |
| 13                                                                 | 14.07.2001                                                         | Zuid-Afrika – Malawi                                               | 2–0                                                                | WK-kwalificatie                                                    |
| 14                                                                 | 21.07.2001                                                         | Malawi – Zuid-Afrika                                               | 1–0                                                                | COSAFA Cup                                                         |
| 15                                                                 | 15.08.2001                                                         | Zweden – Zuid-Afrika                                               | 3–0                                                                | Oefeninterland                                                     |
| 16                                                                 | 10.11.2001                                                         | Zuid-Afrika – Egypte                                               | 1–0                                                                | Nelson Mandela Challenge                                           |
| 17                                                                 | 15.01.2002                                                         | Zuid-Afrika – Angola                                               | 1–0                                                                | Oefeninterland                                                     |
| 18                                                                 | 20.01.2002                                                         | Zuid-Afrika – Burkina Faso                                         | 0–0                                                                | Afrika Cup                                                         |
| 19                                                                 | 24.01.2002                                                         | Zuid-Afrika – Ghana                                                | 0–0                                                                | Afrika Cup                                                         |
| 20                                                                 | 30.01.2002                                                         | Zuid-Afrika – Marokko                                              | 3–1                                                                | Afrika Cup                                                         |
| 21                                                                 | 03.02.2002                                                         | Mali – Zuid-Afrika                                                 | 2–0                                                                | Afrika Cup                                                         |

### Real Madrid
Na een jaar als assistent van Alex Ferguson bij Manchester United kreeg Queiroz de kans om coach van Real Madrid te worden. De Portugees volgde in juni 2003 Vicente del Bosque op die met de Koninklijken net de landstitel had veroverd.
In Madrid werd Queiroz herenigd met Luís Figo en kreeg hij andere topspelers als Zinédine Zidane, Ronaldo en David Beckham onder zijn hoede. Beckham had een seizoen eerder nog met Queiroz samengewerkt bij Manchester United.

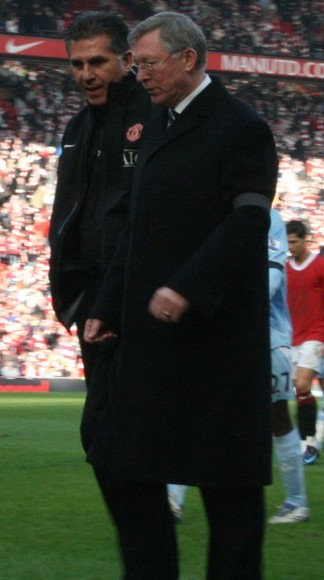
Queiroz (links) en Alex Ferguson in 2008.

Real Madrid begon goed aan het seizoen 2003/04 en veroverde al snel de Spaanse supercup. Halfweg het seizoen stond het team er nog steeds goed voor. Madrid stond aan de leiding in de Primera División en maakte nog kans op eindzeges in de Copa del Rey en Champions League. In het slot van het seizoen gaf Queiroz' elftal echter alles uit handen. De Madrilenen werden pas vierde en zagen hoe Valencia kampioen werd. Ook in de beker en Champions League grepen de Koninklijken naast de hoofdprijs. In mei 2004 werd Queiroz ontslagen.

### Hulptrainer Manchester United
In juli 2004 keerde Queiroz terug naar Old Trafford, waar hij opnieuw de assistent werd van Ferguson. De Portugees tekende een driejarig contract bij de Engelse topclub en kreeg heel wat verantwoordelijkheid van Ferguson. Dat was niet naar de zin van aanvoerder Roy Keane, die zich stoorde aan Queiroz' gebrek aan tactisch inzicht. In november 2005 stapte Keane, die als sinds 1993 bij de club was aangesloten, op.
In 2006 werd de Portugese trainer gelinkt aan Benfica en de nationale ploeg van de Verenigde Staten, maar hij besloot bij Manchester United te blijven. In 2007 veroverde hij zijn eerste landstitel met de Engelse club.
Tijdens zijn periode als assistent-coach stond hij ook regelmatig de BBC te woord omdat Ferguson een tijdlang weigerde met de Britse zender te praten nadat het tv-programma Panorama beweerd had dat zijn zoon Jason betrokken was bij een corruptiezaak.
In het seizoen 2007/08 werd Queiroz opnieuw in verband gebracht met Benfica. Ook een terugkeer naar de nationale ploeg van Portugal behoorde tot de mogelijkheden, maar Queiroz bleef Manchester United opnieuw trouw. In 2008 werd de club voor de tweede keer op rij kampioen.

### Bondscoach van Portugal (II)
Toen bondscoach Luiz Felipe Scolari in de zomer van 2008 vertrok, keerde Queiroz terug naar de nationale ploeg van Portugal. Hij tekende in juli 2008 een vierjarig contract. Ditmaal had hij de ploeg 26 duels onder zijn hoede.
Maar ook tijdens zijn tweede termijn als Portugees bondscoach kende Queiroz moeilijkheden. In de kwalificatieronde voor het WK in Zuid-Afrika slaagde Portugal er niet in om groepswinnaar te worden. De Portugezen werden tweede en moesten eerst nog twee barragewedstrijden afwerken tegen Bosnië en Herzegovina. Het team van Queiroz won zowel de heen- als terugwedstrijd met het kleinste verschil.

#### WK 2010
Op het WK werd Portugal ondergebracht in de groep van Brazilië, Ivoorkust en Noord-Korea. Hoewel het zich niet zonder moeite had gekwalificeerd voor het eindtoernooi werd Portugal als een outsider beschouwd, onder meer omdat het team van Queiroz over kleppers als Cristiano Ronaldo, Deco, Raul Meireles en Pepe beschikte. Op de eerste speeldag kon Portugal de hoge verwachtingen niet inlossen. Het speelde 0-0 gelijk tegen Ivoorkust, maar won nadien wel overtuigend van Noord-Korea. De Portugezen wonnen met 7-0, de grootste overwinning op een WK sinds 2002. Nadien speelde Portugal opnieuw 0-0 gelijk tegen Brazilië, waardoor het geplaatst was voor de volgende ronde.
In de tweede ronde eindigde het WK-avontuur voor de Portugezen. De Zuid-Europeanen verloren met 1-0 van buurland Spanje en wisten zo voor de derde keer in vier wedstrijden niet te scoren.
Op 9 september 2010 werd Queiroz ontslagen. Hij werd in augustus 2010 ook zes maanden geschorst voor het beledigen van een antidopingteam tijdens de aanloop naar het WK.
| Interlands Portugal onder leiding van bondscoach Carlos Queiroz (tweede periode) | Interlands Portugal onder leiding van bondscoach Carlos Queiroz (tweede periode) | Interlands Portugal onder leiding van bondscoach Carlos Queiroz (tweede periode) | Interlands Portugal onder leiding van bondscoach Carlos Queiroz (tweede periode) | Interlands Portugal onder leiding van bondscoach Carlos Queiroz (tweede periode) |
| №                                                                                | Datum                                                                            | Wedstrijd                                                                        | Uitslag                                                                          | Competitie                                                                       |
| -------------------------------------------------------------------------------- | -------------------------------------------------------------------------------- | -------------------------------------------------------------------------------- | -------------------------------------------------------------------------------- | -------------------------------------------------------------------------------- |
| 1                                                                                | 20.08.2008                                                                       | Portugal – Faeröer                                                               | 5–0                                                                              | Oefeninterland                                                                   |
| 2                                                                                | 06.09.2008                                                                       | Malta – Portugal                                                                 | 0–4                                                                              | WK-kwalificatie                                                                  |
| 3                                                                                | 10.09.2008                                                                       | Portugal – Denemarken                                                            | 2–3                                                                              | WK-kwalificatie                                                                  |
| 4                                                                                | 11.10.2008                                                                       | Zweden – Portugal                                                                | 0–0                                                                              | WK-kwalificatie                                                                  |
| 5                                                                                | 15.10.2008                                                                       | Portugal – Albanië                                                               | 0–0                                                                              | WK-kwalificatie                                                                  |
| 6                                                                                | 19.11.2008                                                                       | Brazilië – Portugal                                                              | 6–2                                                                              | Oefeninterland                                                                   |
| 7                                                                                | 11.02.2009                                                                       | Portugal – Finland                                                               | 1–0                                                                              | Oefeninterland                                                                   |
| 8                                                                                | 28.03.2009                                                                       | Portugal – Zweden                                                                | 0–0                                                                              | WK-kwalificatie                                                                  |
| 9                                                                                | 31.03.2009                                                                       | Portugal – Zuid-Afrika                                                           | 2–0                                                                              | Oefeninterland                                                                   |
| 10                                                                               | 06.06.2009                                                                       | Albanië – Portugal                                                               | 1–2                                                                              | WK-kwalificatie                                                                  |
| 11                                                                               | 10.06.2009                                                                       | Estland – Portugal                                                               | 0–0                                                                              | Oefeninterland                                                                   |
| 12                                                                               | 12.08.2009                                                                       | Liechtenstein – Portugal                                                         | 0–3                                                                              | Oefeninterland                                                                   |
| 13                                                                               | 05.09.2009                                                                       | Denemarken – Portugal                                                            | 1–1                                                                              | WK-kwalificatie                                                                  |
| 14                                                                               | 09.09.2009                                                                       | Hongarije – Portugal                                                             | 0–1                                                                              | WK-kwalificatie                                                                  |
| 15                                                                               | 10.10.2009                                                                       | Portugal – Hongarije                                                             | 3–0                                                                              | WK-kwalificatie                                                                  |
| 16                                                                               | 14.10.2009                                                                       | Portugal – Malta                                                                 | 4–0                                                                              | WK-kwalificatie                                                                  |
| 17                                                                               | 14.11.2009                                                                       | Portugal – Bosnië en Herz.                                                       | 1–0                                                                              | WK-kwalificatie                                                                  |
| 18                                                                               | 18.11.2009                                                                       | Bosnië en Her. – Portugal                                                        | 0–1                                                                              | WK-kwalificatie                                                                  |
| 19                                                                               | 03.03.2010                                                                       | Portugal – China                                                                 | 2–0                                                                              | Oefeninterland                                                                   |
| 20                                                                               | 24.05.2010                                                                       | Portugal – Kaapverdië                                                            | 0–0                                                                              | Oefeninterland                                                                   |
| 21                                                                               | 01.06.2010                                                                       | Portugal – Kameroen                                                              | 3–1                                                                              | Oefeninterland                                                                   |
| 22                                                                               | 08.06.2010                                                                       | Mozambique – Portugal                                                            | 0–3                                                                              | Oefeninterland                                                                   |
| 23                                                                               | 15.06.2010                                                                       | Portugal – Ivoorkust                                                             | 0–0                                                                              | WK-eindronde                                                                     |
| 24                                                                               | 21.06.2010                                                                       | Portugal – Noord-Korea                                                           | 7–0                                                                              | WK-eindronde                                                                     |
| 25                                                                               | 25.06.2010                                                                       | Brazilië – Portugal                                                              | 0–0                                                                              | WK-eindronde                                                                     |
| 26                                                                               | 29.06.2010                                                                       | Portugal – Spanje                                                                | 0–1                                                                              | WK-eindronde                                                                     |

### Bondscoach van Iran
Queiroz tekende op 4 april 2011 een contract voor 2,5 jaar bij de nationale ploeg van Iran. Het was na Portugal, de Verenigde Arabische Emiraten en Zuid-Afrika het vierde land waar hij bondscoach van werd. Als doel kreeg hij het halen van het WK in Brazilië. Queiroz kreeg bij zijn aanstelling een salaris van $2 miljoen per jaar.
Meteen na zijn komst haalde hij de ervaren Ali Karimi, die in 2004 Aziatisch voetballer van het jaar werd, terug bij het team. De 31-jarige middenvelder was door de vorige bondscoach gepasseerd voor de Azië Cup 2011.

#### WK 2014
Iran mocht van start gaan in de tweede ronde van de kwalificaties en schakelde daarin zonder veel moeite de Maldiven uit. In de derde ronde werd Iran ondergebracht in de groep van Qatar, Bahrein en Indonesië. Het elftal van Queiroz won drie groepswedstrijden en speelde voor de rest telkens gelijk. Met in totaal 12 punten sloot het de derde ronde af als groepswinnaar, waardoor het mocht deelnemen aan de vierde en laatste voorronde. Daarin streed het tot de laatste speeldag mee om groepswinst. In de laatste wedstrijd moest Iran het opnemen tegen leider Zuid-Korea. Voor dat duel ergerde Queiroz zich aan enkele uitspraken van Choi Kang-Hee, bondscoach van Zuid-Korea, die verklaarde dat Iran tijdens de heenwedstrijd niet voor geschikte trainingsfaciliteiten had gezorgd. Daarnaast gaf hij ook toe dat hij van Iran wilde winnen omdat hij liever concurrent Oezbekistan naar het WK zag gaan. Een gefrustreerde Queiroz reageerde door een T-shirt aan te trekken met daarop een foto van de Zuid-Koreaan in een uitrusting van Oezbekistan. Daarnaast hing hij in de kleedkamer en rond het oefenveld van Iran foto's op van Choi Kang-Hee om zijn spelers te motiveren. Iran won uiteindelijk met 0-1 na een goal van de Nederlandse Iraniër Reza Ghoochannejhad. Na het laatste fluitsignaal maakte Queiroz een aanstootgevend gebaar richting de Zuid-Koreanen en kwam het net niet tot een schermutseling. Door de zege werd Iran groepswinnaar en plaatste het zich net als Zuid-Korea voor het WK.
Na het WK verlengde de Iraanse bond het contract van Queiroz tot medio 2018.
| Interlands Iran onder leiding van bondscoach Carlos Queiroz | Interlands Iran onder leiding van bondscoach Carlos Queiroz | Interlands Iran onder leiding van bondscoach Carlos Queiroz | Interlands Iran onder leiding van bondscoach Carlos Queiroz | Interlands Iran onder leiding van bondscoach Carlos Queiroz |
| №                                                           | Datum                                                       | Wedstrijd                                                   | Uitslag                                                     | Competitie                                                  |
| ----------------------------------------------------------- | ----------------------------------------------------------- | ----------------------------------------------------------- | ----------------------------------------------------------- | ----------------------------------------------------------- |
| 1                                                           | 17.07.2011                                                  | Iran – Madagaskar                                           | 1–0                                                         | Oefeninterland                                              |
| 2                                                           | 23.07.2011                                                  | Iran – Malediven                                            | 4–0                                                         | WK-kwalificatie                                             |
| 3                                                           | 28.07.2011                                                  | Malediven – Iran                                            | 0–1                                                         | WK-kwalificatie                                             |
| 4                                                           | 02.09.2011                                                  | Iran – Indonesië                                            | 3–0                                                         | WK-kwalificatie                                             |
| 5                                                           | 06.09.2011                                                  | Qatar – Iran                                                | 1–1                                                         | WK-kwalificatie                                             |
| 6                                                           | 05.10.2011                                                  | Iran – Palestina                                            | 7–0                                                         | Oefeninterland                                              |
| 7                                                           | 11.10.2011                                                  | Iran – Bahrein                                              | 6–0                                                         | WK-kwalificatie                                             |
| 8                                                           | 11.11.2011                                                  | Bahrein – Iran                                              | 1–1                                                         | WK-kwalificatie                                             |
| 9                                                           | 15.11.2011                                                  | Indonesië – Iran                                            | 1–4                                                         | WK-kwalificatie                                             |
| 10                                                          | 23.02.2012                                                  | Iran – Jordanië                                             | 2–2                                                         | Oefeninterland                                              |
| 11                                                          | 29.02.2012                                                  | Iran – Qatar                                                | 0–0                                                         | WK-kwalificatie                                             |
| 12                                                          | 18.04.2012                                                  | Iran – Mauritanië                                           | 2–0                                                         | Oefeninterland                                              |
| 13                                                          | 02.05.2012                                                  | Iran – Mozambique                                           | 3–0                                                         | Oefeninterland                                              |
| 14                                                          | 27.05.2012                                                  | Albanië – Iran                                              | 1–0                                                         | Oefeninterland                                              |
| 15                                                          | 03.06.2012                                                  | Oezbekistan – Iran                                          | 0–1                                                         | WK-kwalificatie                                             |
| 16                                                          | 12.06.2012                                                  | Iran – Qatar                                                | 0–0                                                         | WK-kwalificatie                                             |
| 17                                                          | 15.08.2012                                                  | Tunesië – Iran                                              | 2–2                                                         | Oefeninterland                                              |
| 18                                                          | 05.09.2012                                                  | Jordanië – Iran                                             | 0–0                                                         | Oefeninterland                                              |
| 19                                                          | 11.09.2012                                                  | Libanon – Iran                                              | 1–0                                                         | WK-kwalificatie                                             |
| 20                                                          | 16.10.2012                                                  | Iran – Zuid-Korea                                           | 1–0                                                         | WK-kwalificatie                                             |
| 21                                                          | 06.11.2012                                                  | Iran – Tadzjikistan                                         | 6–1                                                         | Oefeninterland                                              |
| 22                                                          | 14.11.2012                                                  | Iran – Oezbekistan                                          | 0–1                                                         | WK-kwalificatie                                             |
| 23                                                          | 09.12.2012                                                  | Iran – Saoedi-Arabië                                        | 0–0                                                         | Oefeninterland                                              |
| 24                                                          | 12.12.2012                                                  | Iran – Bahrein                                              | 0–0                                                         | Oefeninterland                                              |
| 25                                                          | 15.12.2012                                                  | Iran – Jemen                                                | 2–1                                                         | Oefeninterland                                              |
| 26                                                          | 06.02.2013                                                  | Iran – Libanon                                              | 5–0                                                         | Azië Cup-kwalificatie                                       |
| 27                                                          | 26.03.2013                                                  | Koeweit – Iran                                              | 1–1                                                         | Azië Cup-kwalificatie                                       |
| 28                                                          | 22.05.2013                                                  | Oman – Iran                                                 | 3–1                                                         | Oefeninterland                                              |
| 29                                                          | 04.06.2013                                                  | Qatar – Iran                                                | 0–1                                                         | WK-kwalificatie                                             |
| 30                                                          | 11.06.2013                                                  | Iran – Libanon                                              | 4–0                                                         | WK-kwalificatie                                             |
| 31                                                          | 18.06.2013                                                  | Zuid-Korea – Iran                                           | 0–1                                                         | WK-kwalificatie                                             |
| 32                                                          | 15.10.2013                                                  | Iran – Thailand                                             | 2–1                                                         | Azië Cup-kwalificatie                                       |
| 33                                                          | 15.11.2013                                                  | Thailand – Iran                                             | 0–3                                                         | Azië Cup-kwalificatie                                       |
| 34                                                          | 19.11.2013                                                  | Libanon – Iran                                              | 1–4                                                         | Azië Cup-kwalificatie                                       |
| 35                                                          | 03.03.2014                                                  | Iran – Koeweit                                              | 3–2                                                         | Azië Cup-kwalificatie                                       |
| 36                                                          | 05.03.2014                                                  | Iran – Guinee                                               | 1–2                                                         | Oefeninterland                                              |
| 37                                                          | 18.05.2014                                                  | Iran – Wit-Rusland                                          | 0–0                                                         | Oefeninterland                                              |
| 38                                                          | 26.05.2014                                                  | Montenegro – Iran                                           | 0–0                                                         | Oefeninterland                                              |
| 39                                                          | 30.05.2014                                                  | Iran – Angola                                               | 1–1                                                         | Oefeninterland                                              |
| 40                                                          | 08.06.2014                                                  | Trinidad en T. – Iran                                       | 0–2                                                         | Oefeninterland                                              |
| 41                                                          | 16.06.2014                                                  | Iran – Nigeria                                              | 0–0                                                         | WK-eindronde                                                |
| 42                                                          | 21.06.2014                                                  | Argentinië – Iran                                           | 1–0                                                         | WK-eindronde                                                |
| 43                                                          | 25.06.2014                                                  | Bosnië en Her. – Iran                                       | 3–1                                                         | WK-eindronde                                                |
| 44                                                          | 18.11.2014                                                  | Iran – Zuid-Korea                                           | 1–0                                                         | Oefeninterland                                              |
| 45                                                          | 04.01.2015                                                  | Iran – Irak                                                 | 1–0                                                         | Oefeninterland                                              |
| 46                                                          | 11.01.2015                                                  | Iran – Bahrein                                              | 2–0                                                         | Azië Cup                                                    |
| 47                                                          | 15.01.2015                                                  | Qatar – Iran                                                | 0–1                                                         | Azië Cup                                                    |
| 48                                                          | 19.01.2015                                                  | Iran – V.A.E.                                               | 1–0                                                         | Azië Cup                                                    |
| 49                                                          | 23.01.2015                                                  | Iran – Irak                                                 | 3–3                                                         | Azië Cup                                                    |
| 50                                                          | 26.03.2015                                                  | Iran – Chili                                                | 2–0                                                         | Oefeninterland                                              |
| 51                                                          | 31.03.2015                                                  | Zweden – Iran                                               | 3–1                                                         | Oefeninterland                                              |

## Erelijst
Nationale jeugdelftallen Portugal
- Wereldkampioenschap voetbal onder 20 (2): 1989, 1991
- Europees kampioenschap voetbal mannen onder 17 (1): 1989

Sporting Lissabon
- Taça de Portugal (1): 1995
- Supertaça Cândido de Oliveira (1): 1995

Real Madrid
- Supercopa (1): 2003